# Хелен Фишер
Хелен Елизабет Фишер (Менхетн, 31. мај 1945 — Бронкс, 17. август 2024) била је америчка антрополошкиња, истраживачица људског понашања и ауторка самопомоћи. Она је биолошка антрополошкиња, виша је научна сарадница на Институту Кинси, Универзитет Индијана, и чланица Центра за људске еволуционе студије на Одељењу за антропологију Универзитета Рутгерс. Пре Универзитета Рутгерс, била је научна сарадница у Америчком музеју природне историје у Њујорку.
Била је водећа стручњакиња за биологију љубави и привлачности.  Фишер је рекла да је, када је почела да истражује за своју дисертацију, сматрала једну ствар заједничку свим људима – њихове репродуктивне стратегије. Она је сада најреферентнија научница у заједници истраживања љубави. Године 2005. ангажовао ју је match.com да помогне у изградњи chemistry.com, који је користио њено истраживање и искуство да створи системе за подударање засноване на хормонима и личности. Била је једна од главних говорница на ТЕД конференцији 2006. и 2008. године. Дана 30. јануара 2009. била је представљена у специјалу ABC News 20/20 , Зашто он? Зашто она? Наука о завођењу, где је разговарала о свом најновијем истраживању о хемији мозга и романтичној љубави.
Појављује се у документарном филму из 2014. о сломљеном срцу и усамљености, под насловом Sleepless in New York и специјалу PBS Nova из 2017. о компјутеризованим састанцима, 'Како пронаћи љубав на мрежи'.
Фишер саветује да, како би одржали дугорочну дубоку приврженост и романтичну љубав, пар треба да искористи неурохемију редовним сексом и физичким контактом (који подстиче систем окситоцина), ангажовањем у новим активностима (што подстиче систем допамина), и рећи лепе ствари партнеру (што смањује кортизол и холестерол).

## Младост
Фишер је дипломирала антропологију и психологију на Универзитету у Њујорку 1968. године; магистрирала физичку антропологију, културну антропологију, лингвистику и археологију на Универзитету Колорадо у Боулдеру 1972. и докторирала из физичке антропологије : људска еволуција, приматологија, људско сексуално понашање и репродуктивне стратегије са Универзитета Колорадо у Боулдеру 1975.

## Истраживања

### 2004
У својој књизи Зашто волимо: Природа и хемија романтичне љубави, Фишер је предложила да је човечанство развило три основна мождана система за парење и репродукцију:
1. пожуда – сексуални нагон или либидо, који се такође описује као борогодо.
2. привлачност – интензивна романтична љубав у раној фази.
3. везаност – дубока осећања јединства са дугорочним партнером.

Љубав може почети са било којим од ова три осећања, тврди Фишер. Неки људи имају секс са неким новим и онда се заљубе. Неки се прво заљубе, а онда имају секс. Неки осећају дубок осећај привржености другоме, који се онда претвара у романсу и сексуални нагон. Али сексуални нагон је еволуирао да започне парење са низом партнера; романтична љубав је еволуирала тако да се енергија парења фокусира на једног по једног партнера; а везаност је еволуирала како би нам омогућила да формирамо везу у пару и заједно одгајамо младе као тим.
Фишер говори о многим осећањима интензивне романтичне љубави, рекавши да она почиње када вољена особа поприма „посебно значење“. Затим се интензивно фокусирате на њега или њу. Људи могу да наброје ствари које им се не свиђају код драге, али те ствари одбацују и фокусирају се на оно што обожавају. Интензивна енергија, усхићење, промене расположења, емоционална зависност, анксиозност одвајања, посесивност, физичке реакције, укључујући лупање срца и кратак дах, и жудња, извештава Фишер, су централни за овај осјећај. Али најважније је опсесивно размишљање. Као што каже Фишер, "неко кампује у твојој глави."
Фишер и њене колеге проучавале су мождане склопове романтичне љубави фМРИ - скенирањем мозгова четрдесет девет мушкараца и жена: седамнаест који су се управо лудо заљубили, петнаест који су управо остављени, и седамнаест који су пријавили да су још увек у љубав после просечно двадесет и једне године брака. Једна од њених централних идеја је да је романтична љубав нагон који је јачи од сексуалног нагона. Како је рекла, „Уосталом, ако случајно замолите некога да оде у кревет са вама, а он одбије, нећете пасти у депресију, извршити самоубиство или убиство – али широм света људи ужасно пате од романтичног одбијања."
Фишер такође тврди да узимање одређених антидепресива може потенцијално умањити осећања романтичне љубави и привржености (као и сексуални нагон).
На основу скенирања мозга људи који су се управо лудо заљубили, Фишерова књига из 2004. говори о разликама између мушког и женског мозга. У просеку, мушкарци су показивали више активности у региону мозга који је повезан са интеграцијом визуелних стимуланса, док су жене показивале више активности у неколико региона мозга повезаних са памћењем. Фишер претпоставља да ове разлике потичу од различитих еволуционих сила које управљају избором партнера. У праисторији (и данас), мушкарац је био обавезан да визуелно одреди потенцијалну женску партнерку како би се уверио да је она здрава и прикладна за узраст да носи и одгаја њихово потенцијално потомство. Али женка по изгледу мужјака није могла знати да ли ће бити добар муж и отац; морала је да се сети његовог понашања у прошлости, достигнућа и незгода — сећања која би јој могла помоћи да изабере ефикасног мужа и оца за своје будуће младе.

### 2006
Године 2006. њено истраживање магнетном резонанцом, које је показало да вентрално тегментално подручје и каудатно језгро постају активни када су људи заљубљени, представљено је у чланку на насловној страници Националне географије (фебруарски), „Љубав – хемијска реакција“.